# Монастир Латомос
Монастир Латомос (грец. Μονή Λατόμου) — монастир в центрі міста Салоніки. З усіх будівель збереглася тільки Церква святого Давида (грец. Ναός του Οσίου Δαβίδ), колишній головний храм монастиря, нині діючий храм.
1988 року серед інших ранньохристиянських і візантійських пам'яток Салонік включений до переліку об'єктів Світової спадщини в Греції.

## Історія та архітектура
Головний храм монастиря — Церква святого Давида — побудований на місці римської споруди наприкінці V — початку VI століть. Свою назву на честь святого Давида церква отримала тільки в 20 столітті, а раніше була присвячена Христу Спасителю.
Існує така легенда, пов'язана з її будівництвом: у імператора Максиміана була дочка Феодора — таємна християнка, яка попросила батька побудувати для неї лазню, яку вона таємно хотіла використати для християнських богослужінь. Батько виконав її прохання. На замовлення Феодори в одній з ніш лазні таємно створена мозаїка із зображенням Христа, яка закривалася шкурою бика. Згодом Феодора зазнала мученицьку смерть, мозаїка була прихована при перебудові будови і була виявлена після землетрусу в 9 столітті.
1430 року храм перетворений на мечеть, фрески і мозаїки вкриті шаром штукатурки і виявлені знову тільки в ході реставраційних робіт в 20 столітті. Тоді ж під підлогою храму вияввили поховання ченців.
Архітектура церкви належить до періоду зародження хрестокупольних храмів — в центрі споруди, де арки утворюють хрест влаштований квадратний барабан, вкритий купольним склепінням. У період турецького панування храм сильно постраждав: західна частина споруди зруйнована, вхід перенесений на південну стіну.

## Мозаїки
Мозаїкою прикрашена апсида вівтарної частини. 1921 року під шаром тиньку виявлено мозаїку кінця 5 століття — початку 6 століття з постаттю молодого Христа в центрі композиції, що тримає сувій зі словами:
| «Це наш Бог, що на Нього ми мали надію — і Він спас нас!» Іс. 25:9. |
За однією з версій, на ній зображено бачення Єзекіїля («Слава Господня»), за іншою — мозаїка прославляє Христа як джерело води живої. Припускають, що ця мозаїка створена на місці (можливо, і на основі) зображення, виконаного за замовлення мучениці Феодори.
Христос зображений сидячи на напівкруглій кольоровий арці з молодим, безбородим і серйозним обличчям. У чотирьох кутах від нього розташовані символічні зображення чотирьох євангелістів у вигляді реалістичних звірів. Під ногами Христа зображені річки Едема: Фісон, Гихон, Хіддекель і Євфрат, що впадають у Ховар. На його берегах симетрично зображені фігури здивованого Єзекіїля (за іншою версією апостол Петро) і величного пропока Авакума (за іншою версією апостол Павло).

## Фрески
Фрески в церкві святого Давида виявлені під шаром старого тиньку в 1973—1976 роках. Усі вони створені набагато пізніше будівлі храму (фахівцями відносяться до 12 століття) і становлять інтерес як єдине свідчення живопису XII століття в Салоніках.
Особливо цікава фреска «Купання Христа», написана на основі апокрифічного оповідання «Протоєвангеліє Якова» про присутність під час Різдва Христового повитухи Соломії (Соломоніда, Соломонія), яка допомагала Діві Марії під час пологів. На фресці зображена Соломія, яка купає новонародженого Христа.